# Travelin’ Light (альбом Ширли Хорн)
Travelin’ Light — четвёртый студийный альбом американской певицы и пианистки Ширли Хорн, выпущенный в 1965 году на лейбле ABC-Paramount Records. Продюсером альбома выступил Джонни Пейт. После записи данной пластинки певица взяла длительную паузу в карьере, посвятив себя семье.

## Отзывы критиков
Скотт Яноу из AllMusic наградил альбом тремя с половиной звёздами, отметив, что при наличии такого количества музыкантов, главная звезда во всём — Хорн. От также отметил, что не весь материал одинаково силен, поэтому не обязательная сессия, однако поклонники Ширли Хорн захотят этого приятного вокального свидания. Джин Лис из HiFi/Stereo Review написал: «Ширли Хорн — очень музыкальная и обладающая вкусом певица. К сожалению, над этим мало кто задумывался, и повсюду слышен скрип туго затягиваемого шнурка. Пришло время кому-нибудь оторвать мисс Хорн от фортепиано, дать её голосу надлежащее сопровождение и подарить нам отличный альбом».

## Список композиций
| №  | Название                                | Автор(ы)                                | Длительность |
| -- | --------------------------------------- | --------------------------------------- | ------------ |
| 1. | «Trav’lin’ Light»                       | Джонни Мерсер, Джимми Манди, Трамми Янг | 2:47         |
| 2. | «Sunday in New York»                    | Кэрролл Коатс, Питер Неро               | 1:40         |
| 3. | «I Could Have Told You»                 | Карл Сигман, Джимми Ван Хьюзен          | 2:58         |
| 4. | «Big City»                              | Марвин Л. Дженкинс                      | 2:00         |
| 5. | «I Want to Be with You»                 | Ли Адамс, Чарльз Страус                 | 2:49         |
| 6. | «Some of My Best Friends Are the Blues» | Эл Байрон, Вуди Харрис                  | 2:22         |

| №                   | Название                       | Автор(ы)                             | Длительность |
| ------------------- | ------------------------------ | ------------------------------------ | ------------ |
| 1.                  | «Someone You’ve Loved»         | Джонни Пейт                          | 2:56         |
| 2.                  | «Don’t Be on the Outside»      | Сидни Вайч, Джордж Келли, Майм Уоттс | 2:48         |
| 3.                  | «You’re Blasé»                 | Орд Гамильтон, Брюс Сивьер           | 2:22         |
| 4.                  | «Yes, I Know When I’ve Had It» | Джонни Пейт                          | 2:17         |
| 5.                  | «Confession»                   | Говард Дитц, Артур Шварц             | 2:26         |
| 6.                  | «And I Love Him»               | Джон Леннон, Пол Маккартни           | 2:29         |
| Общая длительность: | Общая длительность:            | Общая длительность:                  | 29:54        |

## Участники записи
- Ширли Хорн — вокал, фортепиано
- Джо Ньюмен — труба
- Джером Ричардсон[англ.] — флейта, тенор-саксофон
- Фрэнк Уэсс[англ.] — флейта, тенор-саксофон
- Кенни Бёррелл[англ.] — гитара
- Маршал Хокинс[англ.] — контрабас
- Бернард Свитни — барабаны